# Ażi
Ażi – w mitologii irańskiej smok pochodzący z nasienia Arymana.
Walczył z Atarem o chwarenę po jej utracie przez Dżemszyda.